# Незбудска Лучка
Незбудска Лучка (словац. Nezbudská Lúčka) — село, громада округу Жиліна, Жилінський край, регіон Горне Поважіє. Кадастрова площа громади — 8,21 км².
Населення 388 осіб (станом на 31 грудня 2017 року). Протікає потік Госкора.

## Історія
Незбудска Лучка згадується 1439 року.

## Населення
| Рік:            | 1994. | 2004.   | 2014.   | 2024.   |
| --------------- | ----- | ------- | ------- | ------- |
| Кількість осіб: | 397   | 382     | 411     | 399     |
| Різниця:        |       | -3,77 % | +7,59 % | -2,91 % |

| Рік:            | 2023. | 2024.   |
| --------------- | ----- | ------- |
| Кількість осіб: | 392   | 399     |
| Різниця:        |       | +1,78 % |